# John Kadlecik

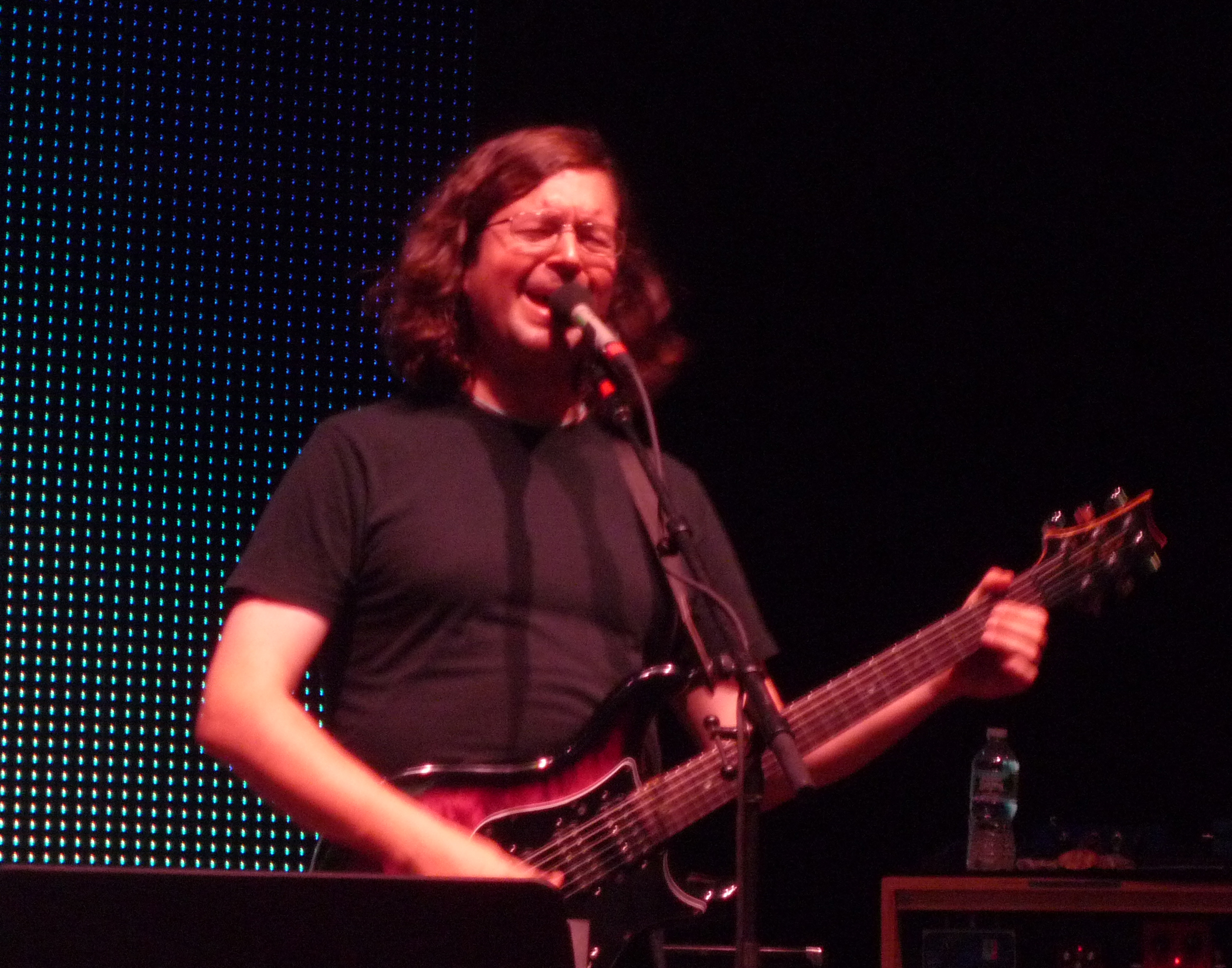
John Kadlecik mit Furthur (2011)

John Kadlecik (* 28. Juni 1969 in Council Bluffs, Iowa) ist ein US-amerikanischer Musiker, der als Sänger und Gitarrist der Band Dark Star Orchestra bekannt wurde.

## Jugend
John Kadlecik wurde als Sohn eines Oberstadtdirektor und einer Künstlerin geboren. Bedingt durch den Beruf seines Vaters zog die Familie öfters um, zu der noch eine jüngere Schwester gehörte, so dass John Kadlecik in Omaha (Nebraska), Cincinnati (Ohio) und Davenport (Iowa) aufwuchs. Seine Eltern ließen sich früh scheiden, wobei Kadlecik weiter mit seinem Vater umzog und seine Mutter in Cincinnati blieb. In Davenport begann er im Alter von 9 Jahren Violine zu spielen, da ihn die Violinenparts im Soundtrack zu Star Wars begeisterten.
In Kontakt mit Rock ’n’ Roll kam er in Palatine (Illinois), wo er zur High School ging. Da er mit den dortigen Orchesterprogrammen eher schlechte Erfahrungen machte, war er offen für neue Ideen. Mit dem neuen Interesse an dieser Musik brachte er sich selber das Spielen an der Gitarre und der Mandoline bei. Zu dieser Zeit spielte er in einigen kleineren Band und erlernte die Grundzüge der Mehrspurrekorder.
Nach der High School wechselte er ans Harper College und wählte „klassische Gitarrenmusik“ als Hauptfach, dem er sich bedingt durch das Spielen in den Bands und seinem Leben auf eigenen Füßen nicht viel Zeit widmete. Ein Freund brachte ihn in den Kontakt mit der Musik von Grateful Dead. Obwohl die Deads gerade mit In the Dark ihr erfolgreichstes Studioalbum herausgebracht haben, waren es die älteren Alben Europe ’72 und Mars Hotel, die ihn wirklich ansprachen. Kadlecik verstärkte danach sein Interesse als Musiker zu spielen und verließ das College. Neben Grateful Dead interessierten ihn Gitarristen wie Jimmy Page und David Gilmour.

## Musikerkarriere
Nach dem Abbruch des College war Kadlecik ab 1990 aktiv in der Musikszene von Chicago aktiv, wobei die Bands „Hairball Willie“ und „Uncle John's Band“ (eine Grateful-Dead-Coverband) die bekannteren waren. Mit „Hairball Willie“ veröffentlichte er sein erstes Album namens „Just Defying Gravity“, welches zudem eine Rezension im Musikmagazin Relix erhielt.
Von 1989 bis 1995 besuchte er an die 50 Dead-Konzerte, 15 Shows der Jerry Garcia Band sowie mehrere Auftritte von „Planet Drum“ und Ratdog, was sein Interesse an Grateful Dead verstärkte.
1997 gründete er zusammen mit dem Keyboarder Scott Larned die Tribute-Band Dark Star Orchestra mit dem Ziel, alte Grateful-Dead-Liveshows neu aufzuführen und sie komplett im Detail zu wiederholen. John Kadlecik übernahm hierbei den Gitarren- und Gesangspart von Jerry García.
Nachdem die Band bekannt geworden war, traten diverse Gastmusiker mit auf, zu denen besonders ehemalige Grateful-Dead-Musiker wie Phil Lesh, Bob Weir und Bill Kreutzmann gehörten. Auch das Line-Up der Band änderte sich im Laufe der Zeit, so verstarb 2005 Scott Larned, der schließlich durch Rob Barraco ersetzt wurde. Insgesamt verbrachte Kadlecik 12 Jahre bei DSO mit nationalen USA-Tourneen und mehreren veröffentlichten Alben und DVDs.
Außerhalb von DSO arbeitete Kadlecik mit anderen Musikern zusammen. So gründete er zusammen mit Melvin Seals und weiteren Musikern die Gruppe „The Mix“, für die man auch die Unterstützung von Robert Hunter gewinnen konnte. 2004 erschien das einzige Album („The American Spring“) dieser Kurzzeitgruppe.
Kadlecik arbeitete weiter mit Seals zusammen und war als Gitarrist bei dessen Album „Keepers of the Flame“ 2005 beteiligt.
2009 verließ er Dark Star Orchestra. Zusammen mit Phil Lesh und Bob Weir gründete er die Formation „Furthur“, mit der er mehrere Livealben einspielte sowie an nationalen Festivals teilnahm. Daneben spielte er in der „John K Band“, welche regional um Washington, D.C. spielt.

## Trivia
Kadlecik ist mit der Musikerin Katy Gaughan verheiratet und lebt in Washington DC.

## Diskografie
- 1992 Hairball Willie, Just Defying Gravity
- 2004 The Mix, The American Spring
- 2005 Melvin Seals, Keepers of the Flame
- 2005 Dark Star Orchestra, Live at the Fillmore (DVD)
- 2007 Dark Star Orchestra, Dark Star Orchestra at All Good Music Festival 7/12/07
- 2008 Dark Star Orchestra, Ithaca 30 Years Later (DVD)
- ab 2009 diverse Livealben mit Furthur